# Острів (Золочівський район)
О́стрів — село в Україні, у Золочівському районі Львівської області. Населення становить 289 осіб до 2022 року. Орган місцевого самоврядування — Красненська селищна рада.

## Історія
1 квітня 1932 року село Острів передане з Кам'янко-Струмилівського повіту Тернопільського воєводства до Золочівського повіту того ж воєводства.
1 серпня 1934 р. Острів включений до об'єднаної гміни Красне (об'єднувала громади 12 сіл) внаслідок поділу повіту на об'єднані сільські ґміни, які відповідали волості та в які включали дотогочасні ґміни (збережені від Австро-Угорщини, які позначали самоврядну громаду села). 
На 1 січня 1939 року в селі мешкало 720 осіб, з них було 650 українців-греко-католиків, 65 українців-латинників і 5 євреїв.
В селі народилися українські скульптори і різьбяри брати Андрій та Микола Коверки. За часів незалежності у селі громада встановила пам'ятний хрест репресованим односельцям, де викарбуване ім'я Миколи Йосиповича Коверка, його дружини Марії Данилівної та їх старшої доньки Стефи. У місцевій церкві святого Пророка Іллі (УГКЦ) знаходиться проповідальниця із зображенням чотирьох євангелістів та їх символами, на якій вирізьблено написи, які сповіщають, що у 1936 році її вирізьбили тутешні уродженці — Андрій та Микола Коверки.

## Населення

### Мова
Розподіл населення за рідною мовою за даними перепису 2001 року:
| Мова       | Кількість | Відсоток |
| ---------- | --------- | -------- |
| українська | 354       | 99.72%   |
| російська  | 1         | 0.28%    |
| Усього     | 355       | 100%     |